# Делба
„Делба“ е стихотворение на Христо Ботев. Отпечатано е за първи път във вестник „Свобода“ през 1870 година с посвещение „Любену Каравелову“. Ботев го печата отново в бр. 1 на вестник „Дума на българските емигранти“, за да подчертае идейната връзка между органа на революционната партия и своя вестник. При последната публикация посвещението липсва, а в „Песни и стихотворения“ поетът е изоставил всички посвещения.
Не е известно кога точно е създадена творбата, поетът я поднася на читателите почти едновременно с „Елегия“. Между двете стихотворения се открива тясна идейна връзка, независимо, че са твърде различни по тема (основна мисъл), по настроение и по художествени похвати. Революционният подтекст на „Елегия“ излиза на преден план и става конкретна програма за действие чрез слово („дума заветна“) и дело („на смърт да вървим“).
В „Делба“ Ботев за първи път в своята поезия набелязва образа на революционера, като подчертава преди всичко неговата твърдост и преданост към идеала, моралната му устойчивост, вярата и готовността за саможертва. С тези основни черти – уплътнен и обогатен – поетът ще изведе образа до връхни прояви на красота и величие.